# Ödeshög
Ödeshög – miejscowość w Szwecji. Siedziba władz administracyjnych gminy Ödeshög w regionie Östergötland. W 2005 roku miejscowość zamieszkiwało 2651 mieszkańców.

## Przypisy

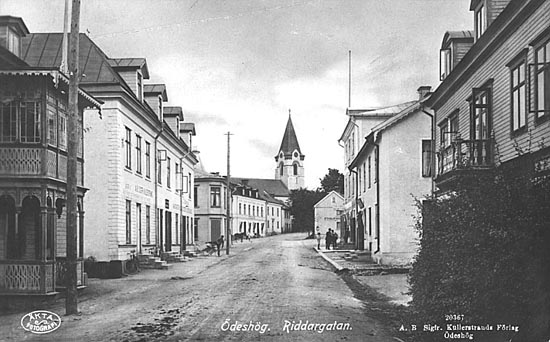
Ulica Riddargatan w Ödeshög (1920)